# Gertruda
Gertruda ist ein weiblicher Vorname.

## Herkunft und Varianten
Der Name die tschechische und polnische Form von Gertrud.
In anderen Sprachen lautet der Name etwa Geertruida, Gertrude, Gertruida, Geertje, Gertie, Trudie, Trudy, Truus (niederländisch), Gertrude, Gertie, Trudi, Trudie, Trudy (englisch), Kerttu (finnisch), Gertraud, Gertrud, Traudl, Trudi (deutsch), Gertrúd (ungarisch), Geltrude (italienisch), Gertrūda (litauisch), Trude (norwegisch), Gertrudes (portugiesisch), Gertrúda (slowakisch), Gertrudis (spanisch).

## Bekannte Namensträgerinnen
- Gertruda Bablinska (1902–1995), polnisches Kindermädchen und Gerechte unter den Völkern
- Gertruda Gorecka (1911–2024), polnisch-kanadische Altersrekordlerin
- Gertruda Konatkowska (1895–1966), polnische Pianistin